# Österreichische Judo-Damen-Mannschaftsmeisterschaft 1989
Die Österreichische Judo-Damen-Mannschaftsmeisterschaft 1989 ermittelte zum 9. Mal den Österreichischen Mannschaftsmeisters im Judo. Sie wurde vom Österreichischen Judoverband ausgetragen. Sieger war zum 7. Mal der Vereinsgeschichte der JGV Wien.

## Tabelle
| Position | Mannschaft             | Ort          | Bundesland | Quelle |
| -------- | ---------------------- | ------------ | ---------- | ------ |
| 1        | JGV Wien               | Wien         | Wien       | [ 2 ]  |
| 2        | SV Straßwalchen        | Straßwalchen | Salzburg   | [ 2 ]  |
| 3        | PSV Salzburg           | Salzburg     | Salzburg   | [ 2 ]  |
| 3        | WKG Kufstein/Innsbruck | Kufstein     | Tirol      | [ 2 ]  |

Stand: 2025-02-26

## Begegnungen
| Round  | Datum             | Ort      | Mannschaft 1 | Mannschaft 2           | Siege 1 | Siege 2 | Quelle |
| ------ | ----------------- | -------- | ------------ | ---------------------- | ------- | ------- | ------ |
| Finale | 10. Dezember 1989 | Kufstein | JGV Wien     | SV Straßwalchen        | 6       | 1       | [ 2 ]  |
|        | 10. Dezember 1989 | Kufstein | JGV Wien     | Union Döbling          | 6       | 1       | [ 2 ]  |
|        | 10. Dezember 1989 | Kufstein | JGV Wien     | JC Bürmoos             | 7       | 0       | [ 2 ]  |
|        | 10. Dezember 1989 | Kufstein | JGV Wien     | WKG Kufstein/Innsbruck | 4       | 3       | [ 2 ]  |

## Kader des österreichischen Meisters
| Name                   | Mannschaft | Quelle |
| ---------------------- | ---------- | ------ |
| Andrea Bachofner       | JGV Wien   | [ 2 ]  |
| Maria Blitwic          | JGV Wien   | [ 2 ]  |
| Dorothea Breitsprecher | JGV Wien   | [ 2 ]  |
| Frauke Hotovy          | JGV Wien   | [ 2 ]  |
| Sandra Kammerer        | JGV Wien   | [ 2 ]  |
| Almuth Leitgeb         | JGV Wien   | [ 2 ]  |
| Marianne Moser         | JGV Wien   | [ 2 ]  |